# Sahakduxt
Sahakduxt fue una compositora, poeta y pedagoga armenia, que vivió a principios del siglo VIII. Nació a fines del s. VII.
Llevó una vida ascética en una cueva del valle Garni, cerca de la actual ciudad de Iereván (capital de Armenia). Allí produjo poemas eclesiásticos y también cantos litúrgicos.
De todos ellos, el único que sobrevivió fue Srt'uhi Mariam (‘santa María’), un texto acróstico de nueve versos.
Se cree que muchos de sus himnos estaban dedicados a la Virgen María. Algunos de ellos se supone que ayudaron a darle forma al género en los siguientes siglos.
También se sabe que Sahak Duxt enseñaba melodías sagradas a melómanos laicos y estudiantes clérigos. Debía hacerlo detrás de una cortina, para que no vieran su cuerpo, tal como requerían las costumbres de la época.
Su hermano fue el teórico musical Step'annos Siwnec'i.